# Élections législatives de 1986 dans la Creuse
Les élections législatives françaises de 1986 ont lieu le 16 mars 1986. Dans le département de la Creuse, deux députés sont à élire dans le cadre d'un scrutin proportionnel par liste départementale à un seul tour.

## Élus
| Député élu       |  | Parti |
| ---------------- |  | ----- |
| Jacques Chartron |  | RPR   |
| André Lejeune    |  | PS    |

## Listes en présence

### Mouvement pour un parti des travailleurs
| N° | Candidats            | Parti | Parti | Principales fonctions          |
| -- | -------------------- | ----- | ----- | ------------------------------ |
| 01 | Régis Parayre        |       | MPPT  | Contrôleur du travail à Guéret |
| 02 | Jean-François Fourmy |       | MPPT  | Chauffeur routier              |
|    |                      |       |       |                                |
| 03 | Florent Gabaude      |       | MPPT  | Enseignant                     |
| 04 | Patrice Monnot       |       | MPPT  | Employé des hôpitaux           |

### Parti communiste français
| N° | Candidats             | Parti | Parti | Principales fonctions                                 |
| -- | --------------------- | ----- | ----- | ----------------------------------------------------- |
| 01 | René Debesson         |       | PCF   | Professeur, adjoint au maire de Bourganeuf            |
| 02 | Daniel Gallerand      |       | PCF   | Employé des PTT, conseiller municipal de Sainte-Feyre |
|    |                       |       |       |                                                       |
| 03 | Jean-Claude Grenier   |       | PCF   | Professeur, adjoint au maire d'Aubusson               |
| 04 | Michel Raymond Durand |       | PCF   | Ouvrier de l'État, maire de Méasnes                   |

### Majorité présidentielle (PS-MRG)
| N° | Candidats                | Parti | Parti | Principales fonctions                                                                                              |
| -- | ------------------------ | ----- | ----- | --- |
| 01 | André Lejeune            |       | PS    | Député sortant , professeur, maire de Guéret, ancien conseiller général                                            |
| 02 | Guy Moutaud              |       | PS    | Chef de section des services fiscaux, conseiller général du canton du Grand-Bourg, maire de Saint-Priest-la-Plaine |
|    |                          |       |       | |
| 03 | André Leprat             |       | PS    | Exploitant agricole, conseiller municipal de Ladapeyre                                                             |
| 04 | Madeleine Léonard-Dudrut |       | PS    | Commerçante |

### Opposition (RPR-UDF)
| N° | Candidats        | Parti | Parti   | Principales fonctions                                                                                  |
| -- | ---------------- | ----- | ------- | --- |
| 01 | Jacques Chartron |       | RPR     | Secrétaire national du RPR, ancien préfet de la Creuse                                                 |
| 02 | Serge Cléret     |       | UDF-PSD | Conseiller financier, conseiller général du Canton d'Évaux-les-Bains et maire d'Évaux-les-Bains        |
|    |                  |       |         | |
| 03 | Geneviève Moreau |       | RPR     | Conseillère municipale de La Souterraine                                                               |
| 04 | Gérard Gaudin    |       | DVD     | Docteur-vétérinaire, conseiller général du Canton de Châtelus-Malvaleix et maire de Châtelus-Malvaleix |

### Extrême droite (FN)
| N° | Candidats            | Parti | Parti | Principales fonctions |
| -- | -------------------- | ----- | ----- | --------------------- |
| 01 | Max Roux             |       | FN    | Général en retraite   |
| 02 | Marie de La Chapelle |       | FN    | Exploitante agricole  |
|    |                      |       |       |                       |
| 03 | Bernard Deviller     |       | FN    | Pharmacien            |
| 04 | Jean Lamouche        |       | FN    | Directeur des ventes  |

### Extrême droite (POE)
| N° | Candidats                  | Parti | Parti | Principales fonctions |
| -- | -------------------------- | ----- | ----- | --------------------- |
| 01 | Marie-Alice Turotte        |       | POE   | Retraitée             |
| 02 | André Mestre               |       | POE   | Inspecteur des PTT    |
|    |                            |       |       |                       |
| 03 | Christina Escana           |       | POE   | Étudiante             |
| 04 | Gérard Jan de Lagillardaie |       | POE   | Documentaliste        |

## Résultats

### Résultats à l'échelle du département
| Liste Parti politique | Liste Parti politique                                                                                              | Tête de liste       | Tour unique | Tour unique | Sièges |
| Liste Parti politique | Liste Parti politique                                                                                              | Tête de liste       | Voix        | %           | Sièges |
| --------------------- | --- | ------------------- | ----------- | ----------- | ------ |
|                       | Opposition unie pour une Creuse nouvelle Rassemblement pour la République (UDF)                                    | Jacques Chartron    | 37 035      | 44,41       | 1      |
|                       | Pour une majorité de progrès avec le président de la République Parti socialiste (MRG)                             | André Lejeune       | 30 709      | 36,83       | 1      |
|                       | Liste présentée par le Parti communiste français Parti communiste français                                         | René Debesson       | 10 830      | 12,99       | 0      |
|                       | Liste de Rassemblement national présentée par le Front national Front national                                     | Max Roux            | 3 304       | 3,96        | 0      |
|                       | Liste du Parti ouvrier européen Extrême droite (Parti ouvrier européen)                                            | Marie-Alice Turotte | 840         | 1,00        | 0      |
|                       | Liste du Mouvement pour un parti des travailleurs Creuse Extrême gauche (Mouvement pour un parti des travailleurs) | Régis Parayre       | 663         | 0,79        | 0      |
|                       | |                     |             |             |        |
| Inscrits              | Inscrits | Inscrits            | 112 629     | 100,00      | 2      |
| Abstentions           | Abstentions | Abstentions         | 25 028      | 22,22       |        |
| Votants               | Votants | Votants             | 87 601      | 77,78       |        |
| Blancs et nuls        | Blancs et nuls | Blancs et nuls      | 4 220       | 4,82        |        |
| Exprimés              | Exprimés | Exprimés            | 83 381      | 95,18       |        |